# Sporetus decipiens
Sporetus decipiens là một loài bọ cánh cứng trong họ Cerambycidae.